# Nova Califórnia (Porto Velho)
Nova Califórnia é um distrito do município brasileiro de Porto Velho, capital do estado de Rondônia. Segundo o censo demográfico de 2022, realizado pelo Instituto Brasileiro de Geografia e Estatística (IBGE), sua população era de 5 216 habitantes e havia 1 649 domicílios particulares permanentes ocupados. Foi criado pela resolução nº 121 de 21 de novembro de 1985.
De acordo com o IBGE, em 2010 a população era de 3 631 habitantes e havia 1 333 domicílios particulares.